# Atos 18
Atos 18 é o décimo-oitavo capítulo dos Atos dos Apóstolos no Novo Testamento da Bíblia. Ele relata o final da segunda viagem de Paulo, Silas e Timóteo, iniciada em Atos 15, e o início da terceira. Esta parte da segunda viagem pode ser datada entre 50 e 52 com base no mandato de Gálio como procônsul na Acaia.

## Manuscritos
Atos 18 foi originalmente escrito em grego koiné e dividido em 28 versículos. Alguns dos manuscritos a conter o texto são:
- Papiro 38 (ca. 250)
- Codex Vaticanus (325–350)
- Codex Sinaiticus (330–360)
- Codex Bezae (c. 400)
- Codex Alexandrinus (ca. 400–440)
- Codex Laudianus (ca. 550)

## Estrutura

### Corinto

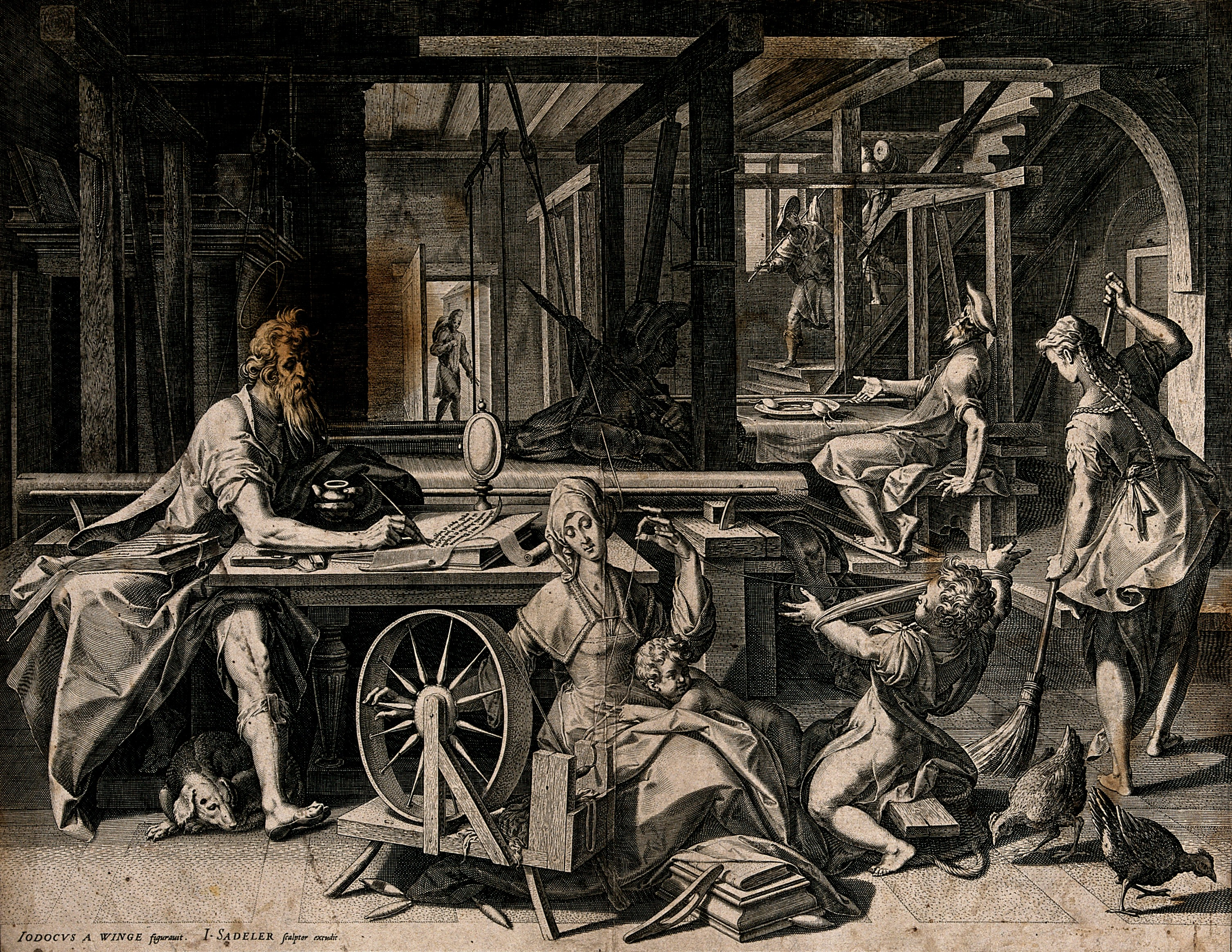
Paulo na casa de Priscila e Áquila, um dos episódios de Atos 18.
Gravura de J. Sadeler.

Saindo de Atenas, Paulo seguiu para Corinto e passou a viver com Priscila e Áquila, uma casal de fabricantes de tendas, e lá se encontrou com Silas e Timóteo, que vinham de Tessalônica. Pregou ativamente e converteu muitos, mas, ao enfrentar a resistência dos judeus, disse: «O vosso sangue venha sobre a vossa cabeça; eu estou limpo, e desde agora vou para os gentios.» (Atos 18:6) Paulo ficou seis meses na cidade e lá teve outra visão encorajando seu ministério e foi morar na casa de Tício Justo, vizinha a sinagoga, onde converteu Crispo. Na época do procônsul Gálio na Acaia, os judeus da região se revoltaram e levaram Paulo a julgamento perante ele, que os dispensou afirmando que não era juiz da Lei e que Paulo não cometera nenhum crime contra os romanos. Irada, a multidão agarrou Sóstenes, o "chefe da sinagoga", e o espancou na frente do tribunal, sem conseguir nem assim a atenção de Gálio (Atos 18:1–17).

#### Gálio

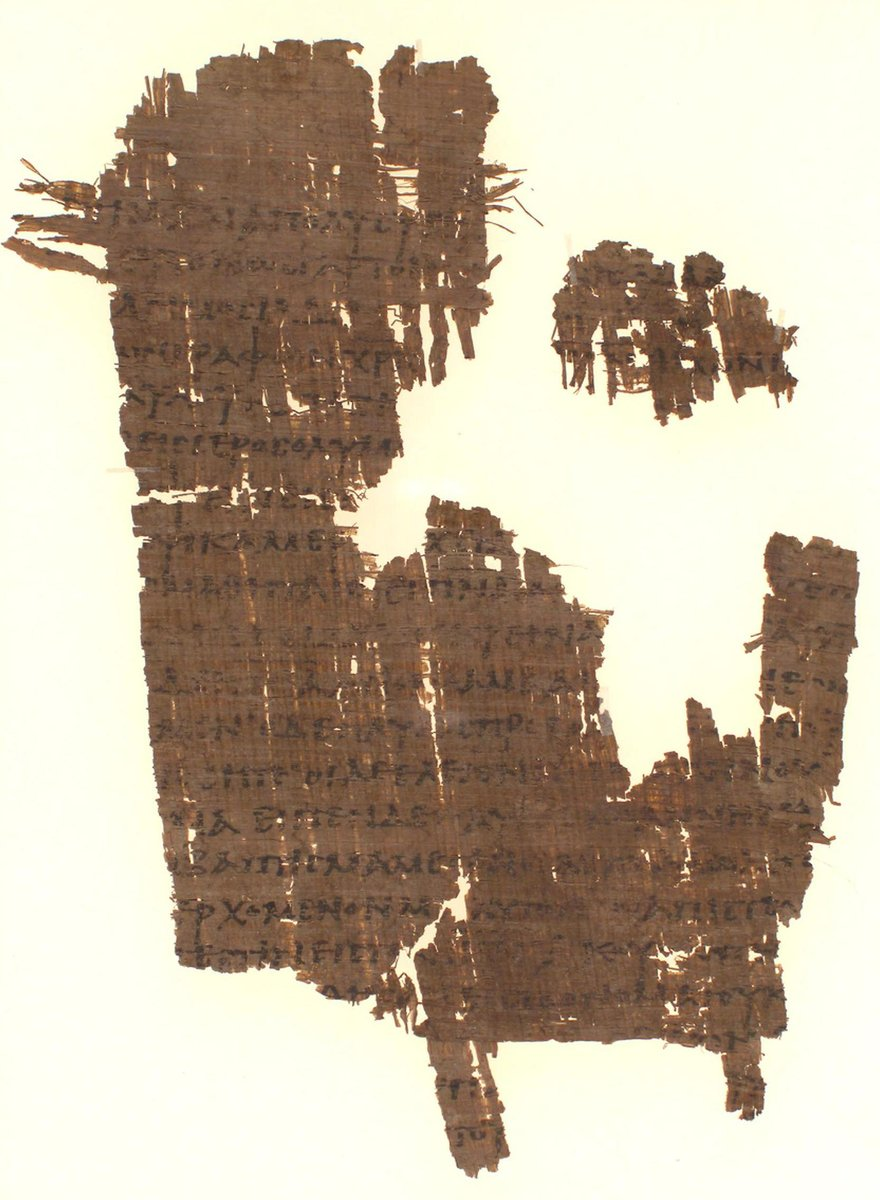
– no lado recto do Papiro 38, escrito por volta de 250, um dos mais antigos manuscritos dos Atos dos Apóstolos.

Lúcio Júnio Gálio Aneano era um senador romano e irmão do famoso escritor Sêneca. Seu comportamento neste episódio revela um desprezo pelas questões judaicas e a atitude imparcial que os oficiais romanos dispensavam ao cristianismo na época. O seu mandato pode ser definido com relativa acuracidade como tendo ocorrido durante a expulsão dos judeus de Roma por Cláudio (51-52). A referência a Gálio na chamada "Inscrição de Delfos" (ou "Inscrição de Gálio) é um marcador importante para a determinação da cronologia da vida do apóstolo Paulo por relacionar o mandato de Gálio ao julgamento de Paulo na Acaia mencionado aqui. Portanto, é possível afirmar que os eventos de Atos 18 podem ser datados neste período, uma determinação importante por ser a data mais precisa conhecida sobre a vida de Paulo.

### Volta para Antioquia
Finalmente Paulo decidiu iniciar a viagem de volta para casa e, com Priscila e Áquila, navegou para a Síria. Numa parada em Éfeso, Paulo pregou novamente e deixou o casal, prometendo voltar. Partiu para Cesareia Marítima, passou por Jerusalém e finalmente chegou em Antioquia, encerrando sua segunda viagem missionária (Atos 18:18–22).

### Terceira viagem missionária
Depois de «haver estado ali algum tempo» (Atos 18:19), partiu novamente para a Galácia e a Frígia para "fortalecer os discípulos". Enquanto isso, em Éfeso, Priscila e Áquila conheceram Apolo, «homem eloqüente e muito versado nas Escrituras....[que] falava e ensinava com precisão as coisas concernentes a Jesus, apesar de conhecer somente o batismo de João» (Atos 18:24). Impressionados, os dois o ensinaram o Evangelho com maior precisão e o enviaram para a Acaia para continuar «mostrando pelas Escrituras que Jesus era o Cristo» (Atos 18:28).